# Blason populaire
Blason populaire (franc.) – ludowy utwór zawierający krytyczne lub satyryczne uwagi pod adresem obiektów geograficznych lub ich mieszkańców.
Teksty takie często opisują miejscowości oraz ich mieszkańców, którym przypisywane bywają cechy zabawne lu złośliwe (np. głupota, niedorzeczne postępowanie). Wypowiedzi typu blason populaire pojawiają się w gatunkach jak przysłowie, podanie, anegdota.